# Lot 11 and Area
Lot 11 and Area é um município rural canadense localizado no Condado de Prince, na Ilha do Príncipe Eduardo. A população no censo de 2016 era de 613 pessoas.